# 老人性面皰
老人性面皰(ろうじんせいめんぼう)は、加齢によって生じる黒ニキビ。男性の高齢者に多い。

## 形状
ニキビの黒くなったブツブツが顔にできる。痒みや痛みはない。通常のニキビと異なり炎症は起こさない。

## 鑑別疾患
この中には、癌も含まれるため心配なら皮膚科を受診のこと。
- 日光角化症
- 基底細胞癌
- 悪性黒色腫

## 治療
悪性でないので、通常は治療は行わない。通常のニキビの治療では軽快しない。